# João José Tavares
João José Tavares (Vila da Lagoa, ilha de São Miguel, 13 de setembro de 1862 — Lagoa (Açores), 28 de fevereiro de 1933) foi um sacerdote católico que se distinguiu como jornalista e investigador da história local.

## Biografia
Nasceu na então vila da Lagoa, na ilha de São Miguel. Com inclinação para o estudo, frequentou o Liceu de Ponta Delgada, onde completou os cursos preparatórios para admissão ao Seminário Episcopal de Angra, onde se matriculou e concluiu a formação destinada ao presbiterado. Após ser ordenado, foi durante três anos pároco dos Remédios da Bretanha, sendo, após uma breve passagem pela paróquia da Povoação, nomeado vigário da igreja de Santa Cruz da Lagoa, paróquia em que permaneceu até falecer.
Considerado bom versejador e grande orador sacro, foi colaborador assíduo da imprensa micaelense e dos jornais católicos açorianos. Dedicou-se à investigação da história da ilha de São Miguel, especialmente à do Município da Lagoa, que reuniu numa obra, editada postumamente, com o título de A vila da Lagoa e o seu concelho.
Na cidade de Lagoa, Açores, funciona o Instituto Cultural Padre João José Tavares, assim designado em sua honra.

## Links
- «Tavares, João José» na Enciclopédia Açoriana